# Університет «Хазар»
Університет «Хазар» (азерб. Xəzər Universiteti, англ. Khazar University) — перший приватний вищий навчальний заклад в Азербайджані і один з перших недержавних вишів на пострадянському просторі.

## Історія створення
Університет «Хазар» було засновано 18 березня 1991 року на підставі розпорядження №41 Кабінету Міністрів Азербайджанської Республіки з метою задоволення існуючої в країні гострої потреби в кадрах, що відповідають міжнародним стандартам, а також потреби в англомовних фахівцях. Трохи раніше — 20 грудня 1990 року — вийшло розпорядження №286 Ради Міністрів Азербайджанської РСР про проведення підготовчих робіт зі створення цього вищого навчального закладу. Засновником і ректором є професор Гамлет Ісаханли.
За роки існування університету різні журнальні та телевізійні опитування, опитування серед студентів і фахівців, дослідження, проведені недержавними організаціями, оцінки міжнародних комісій, відгуки міжнародних компаній оголошували Університет Хазар одним з найкращих вищих навчальних закладів Азербайджану і ближнього зарубіжжя (Кавказ та Середня Азія, Близький Схід і Східна Європа).

## Факультети і спеціальності
В університеті функціонують 6 факультетів:
1. Інженерні та Прикладні науки.
2. Економіка і менеджмент.
3. Гуманітарні та соціальні науки.
4. Педагогічний.
5. Юридичні науки.
6. Медичні науки.
Інженерні та прикладні науки:
1. Інженер з розробки нафтових і газових родовищ (BS (бакалавр), MS (магістр), PhD (доктор філософії))
2. Інженер з комп'ютерів (BS, MS, PhD)
3. Комп'ютерні науки (BS, MS, PhD)
4. Інженер з будівництва (BS)
Економіка та менеджмент:
1. Бухгалтерський облік і аудит (BS, MBA, PhD)
2. Фінанси (BBA, MBA, PhD)
3. Економіка (BS, MS, PhD)
4. Менеджмент (BBA, MBA, PhD)
5. Маркетинг (BBA, MBA, PhD)
6. Управління бізнесом (BBA, MBA, PhD)
7. Міжнародний бізнес (BBA, MBA, PhD)
8. Міжнародна економіка (BS, MS, PhD)
Гуманітарні та соціальні науки:
1. Азербайджанська мова та література (BS, MS, PhD)
2. Вчитель англійської мови (BS, MS)
3. Англійська мова та література (второя спеціальність - арабський чи перська мова) (BS, MS, PhD)
4. Перекладацька робота (BS, MS, PhD)
5. Журналістика (друга спеціальність - англійська мова) (BS, MS, PhD)
6. Політологія (BS, MS, PhD)
7. Регіонознавство (BS, MS, PhD)
Педагогічний (або Освіта):
1. Вчитель початкової школи (BS, MS)
2. Вчитель Азербайджанської мови та літератури (BS, MS)
3. Вчитель математики та інформатики (BS, MS)
4. Управління освітою (BS, MS, PhD)
5. Історія та філософія освіти (PhD)
Право:
1. Правознавство (BS)
2. Міжнародне право (BS)
Медичні науки:
1. Лікувальна справа
2. Стоматологія
3. Медична біологія

## Загальні відомості

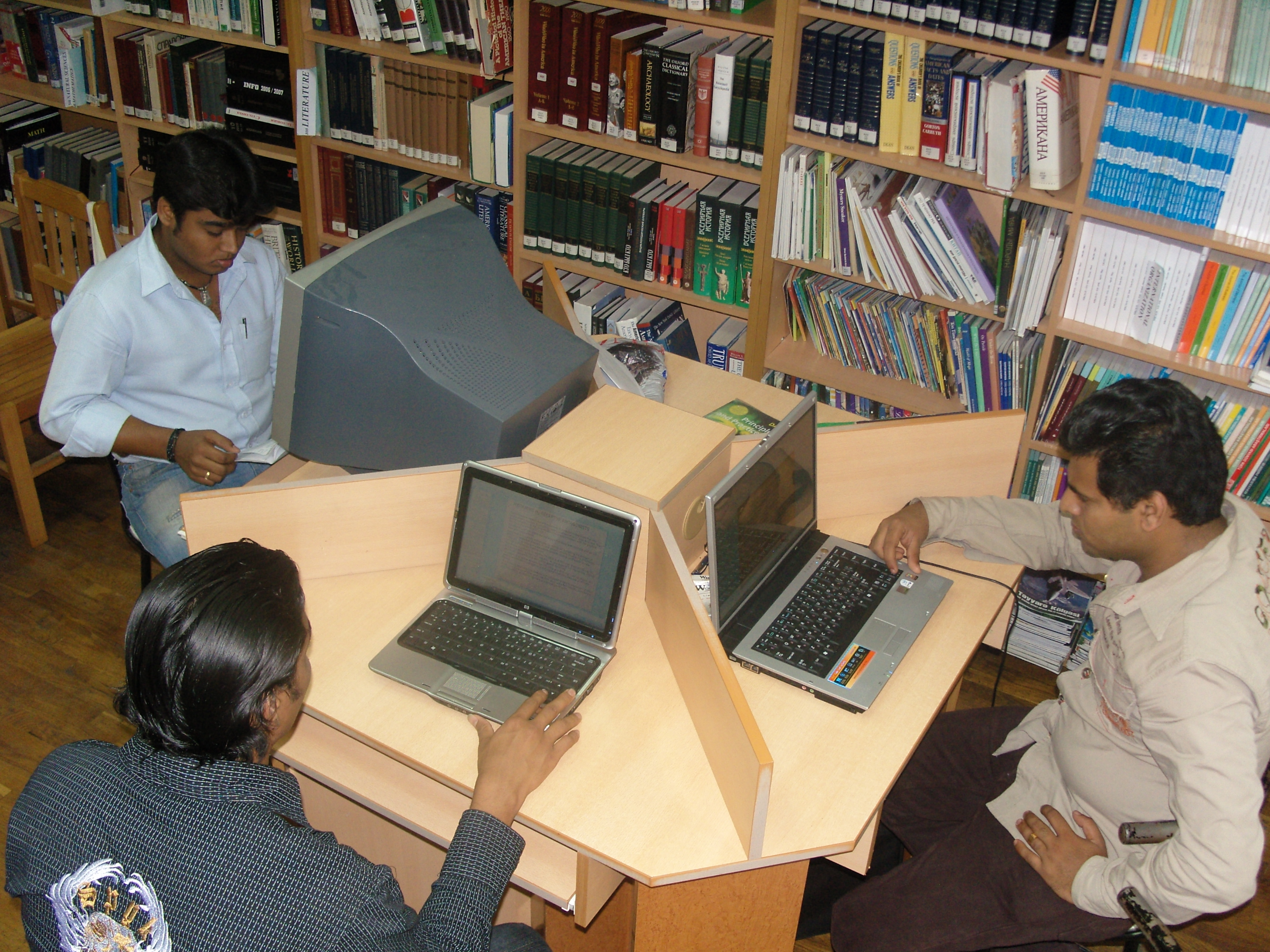
Студенти університету «Хазар» в бібліотеці

В університеті працюють понад 200 наукових працівників і викладачів; в тому числі близько 40 докторів наук, близько 100 кандидатів наук, діячі науки і мистецтва. Поряд з місцевими викладачами, в університеті працюють запрошені з університетів США, Європи та Азії зарубіжні фахівці.
Університет має широку матеріально-технічну базу. Тут функціонують видавництво, друкарня, наукові та навчальні лабораторії, видаються газети й наукові журнали. Фонд університетської сучасної бібліотеки містить понад 200 тисяч книг азербайджанською, російською, англійською, французькою, німецькою, перською, турецькою, арабською, японською, іспанською, італійською, китайською та іншими мовами; десятки тисяч паперових та електронних наукових журналів. На думку фахівців ця найрозвиненіша бібліотека в країні і найбагатша в колі приватних університетів Азербайджану.
В університеті є 7 комп'ютерних центрів, на кожних чотирьох студентів припадає один комп'ютер. Основна мова навчання —  англійська. Разом з тим, абітурієнти, які слабко володіють (або не володіють) англійською, теж можуть вступити до університету «Хазар» —  вони починають з інтенсивного вивчення англійської мови. Найкращі студенти отримують можливість продовжити освіту в університетах США, Канади, Західної, Середньої та Східної Європи, Далекого Сходу.
У цей час понад 15% студентів, що навчаються в університеті «Хазар», є іноземцями.

## Центр для іноземних студентів і вчених (ЦІСВ)
Місія ЦІСВ є координацією для заохочення і сприяння інтернаціоналізації Університету «Хазар». ЦІСВ забезпечує повний комплекс послуг для відвідування Інтернаціонального університету з метою вивчення, дослідження, навчання або з іншими цілями.

## Школа «Дунья»

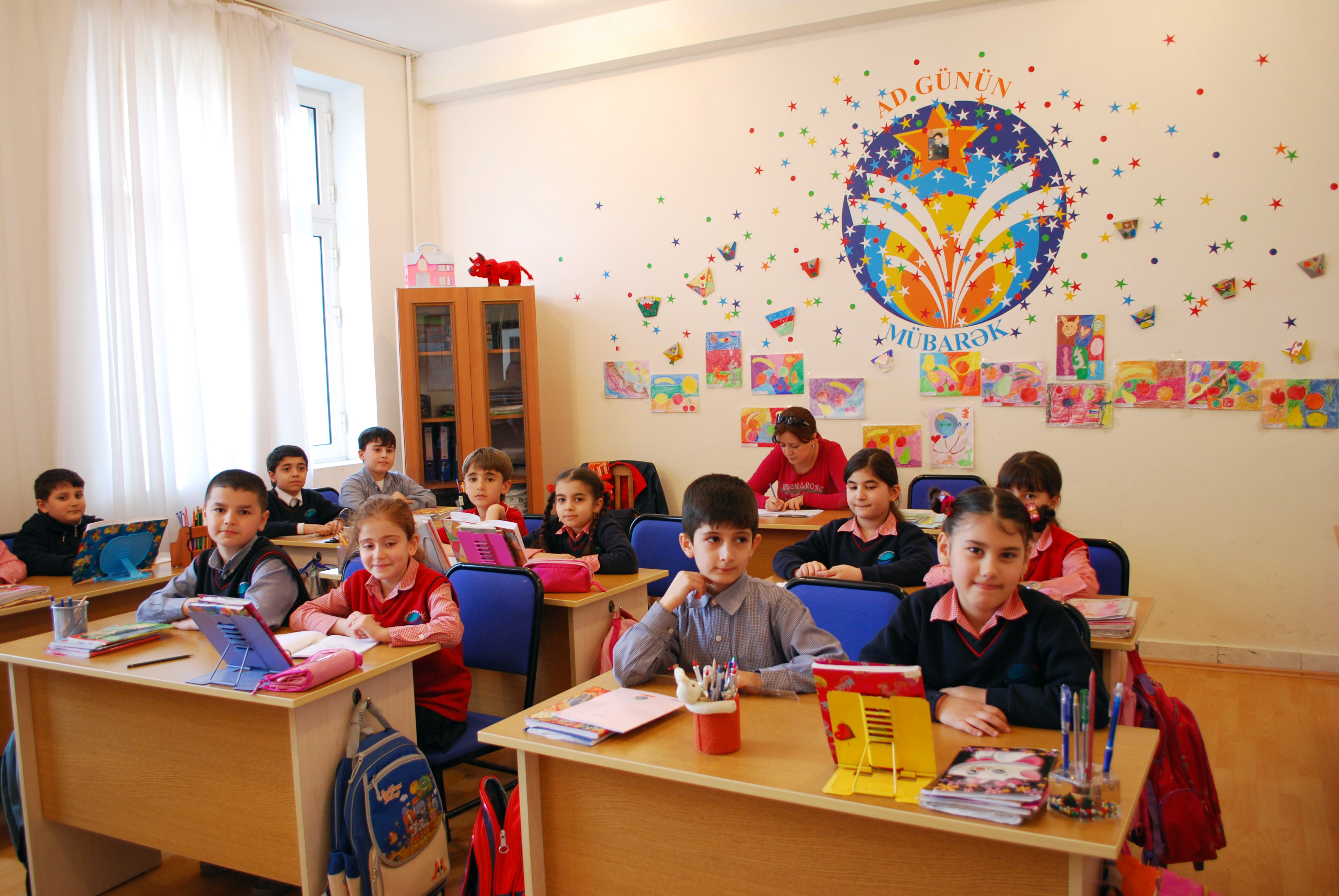
Клас школи «Дунья»

Школа «Дунья» при Університеті «Хазар» є однією з перших приватних середніх шкіл Азербайджану, де також функціонують підготовчі класи для дітей від 3 до 5 років.
16 січня 2009 року школа «Дунья», отримала міжнародний статус й визнання, пройшовши акредитацію організації İnternational Baccalaureate Organization (IBO). Заняття в 10 і 11 класах проводяться англійською мовою на основі програми İBO.
Випускники школи отримують диплом İBO і загальнодержавний атестат. Випускників з дипломом İBO як студентів приймають багато університетів світу без іспитів або після співбесіди.

## Символи, логотипи та університетських гімнів

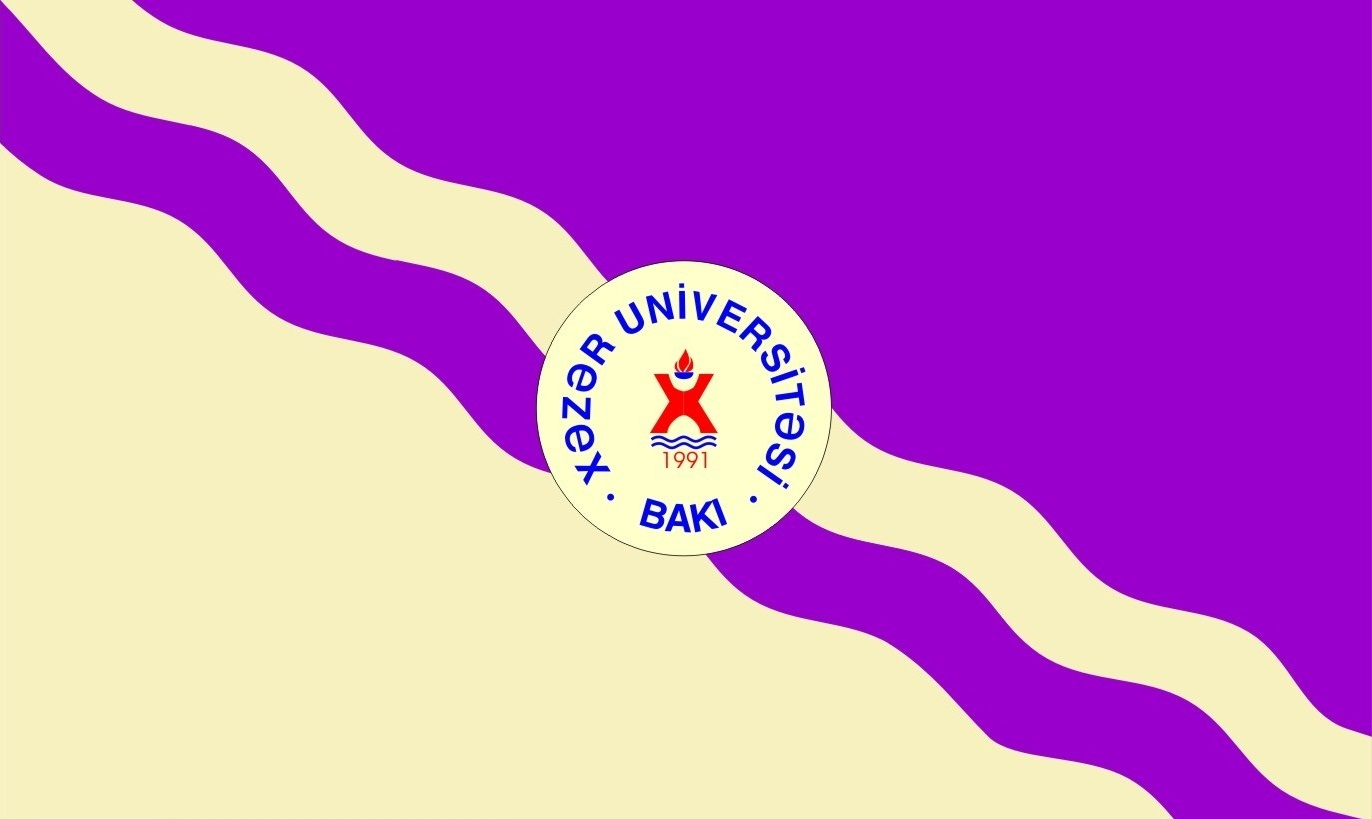
Прапор університету «Хазар»

- Гімн університету «Хазар», Текст пісні: Гамлет Ісаханли; Музика: Васиф Адигезалов і Раміз Мустафаєв;
- Студентський вальс університету «Хазар», Текст пісні: Гамлет Ісаханли; Музика: Раміз Мустафаєв;
- Пісня світової школи «Дунья», Текст пісні: Гамлет Ісаханли; Музика: Наїляханим Ісаєва.

## Корпуси
Університет «Хазар» має 3 окремі корпуси в центрі Баку. Ще один корпус знаходиться в стадії планування.
- Корпус «Нефтчіляр» — розташований недалеко від станції метро Нефтчіляр. Адреса: вул. Магзазі, 11.
- Корпус «Башир Сафароглу» — розташований у центрі Баку. Адреса: вул. Башир Сафароглу, 122.
- Корпус «Алатава» — головний корпус університетської школи «Дунья». Адреса: вул. Алатава, 2.
- «Бінагадінський» корпус — Новий освітній комплекс для школи «Дунья» з спортивним центром і гуртожиток (знаходиться на стадії проекту).

Психотерапевтичний центр університету знаходиться за адресою: м. Баку, вул. Азі Асланов, 31.

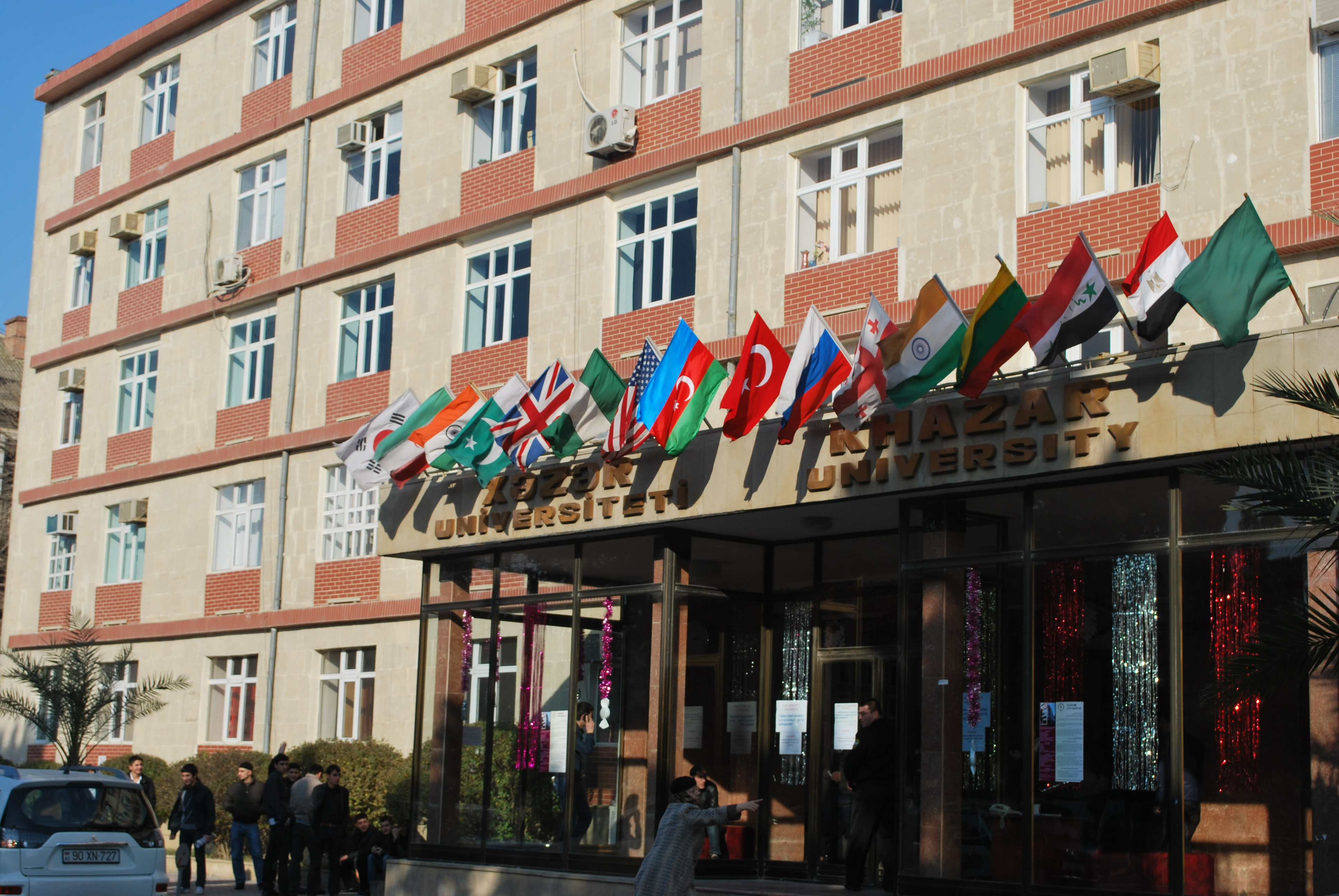
Корпус «Нефтчіляр» (Вигляд 1)
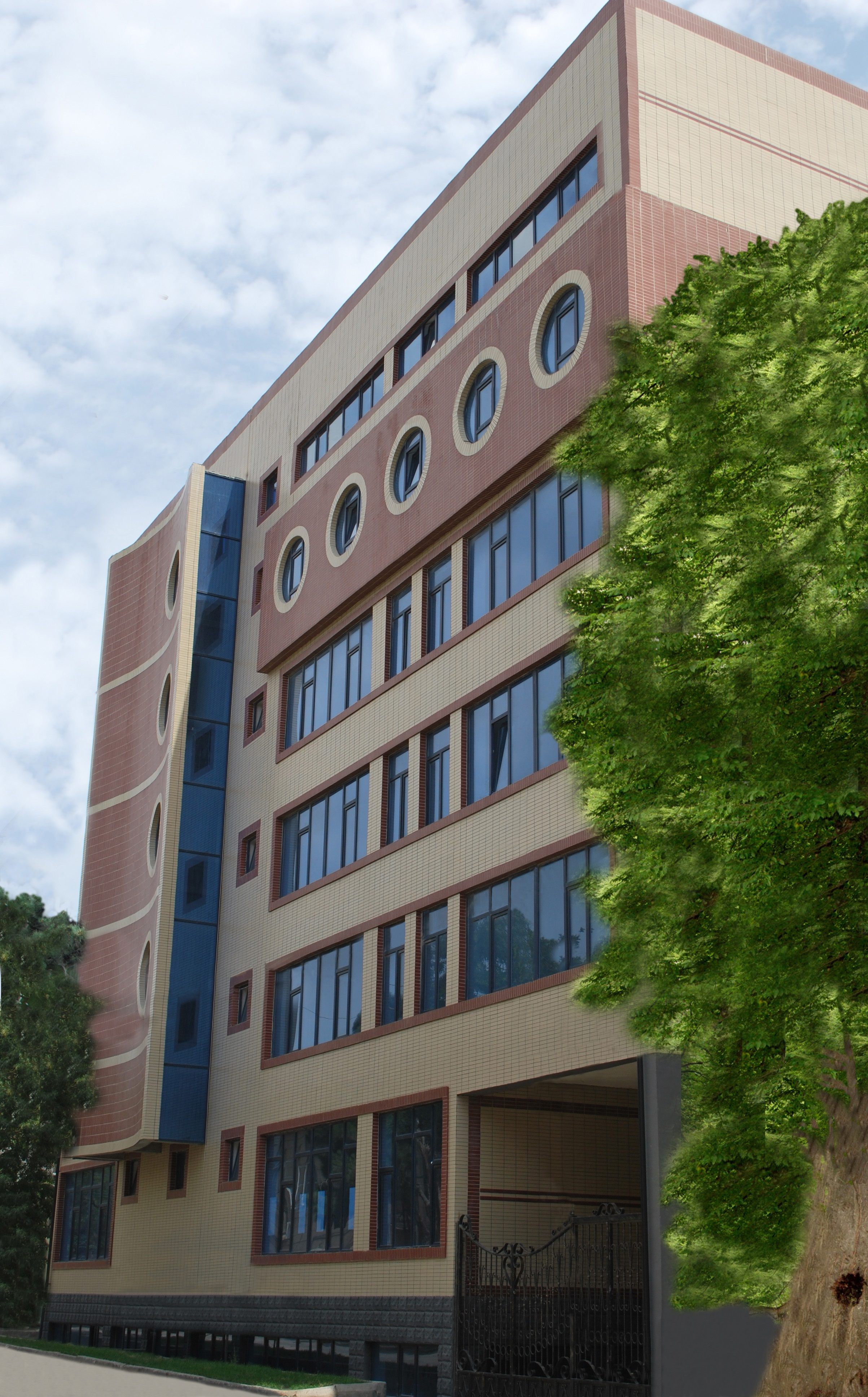
Корпус «Нефтчіляр» (Вигляд 2)
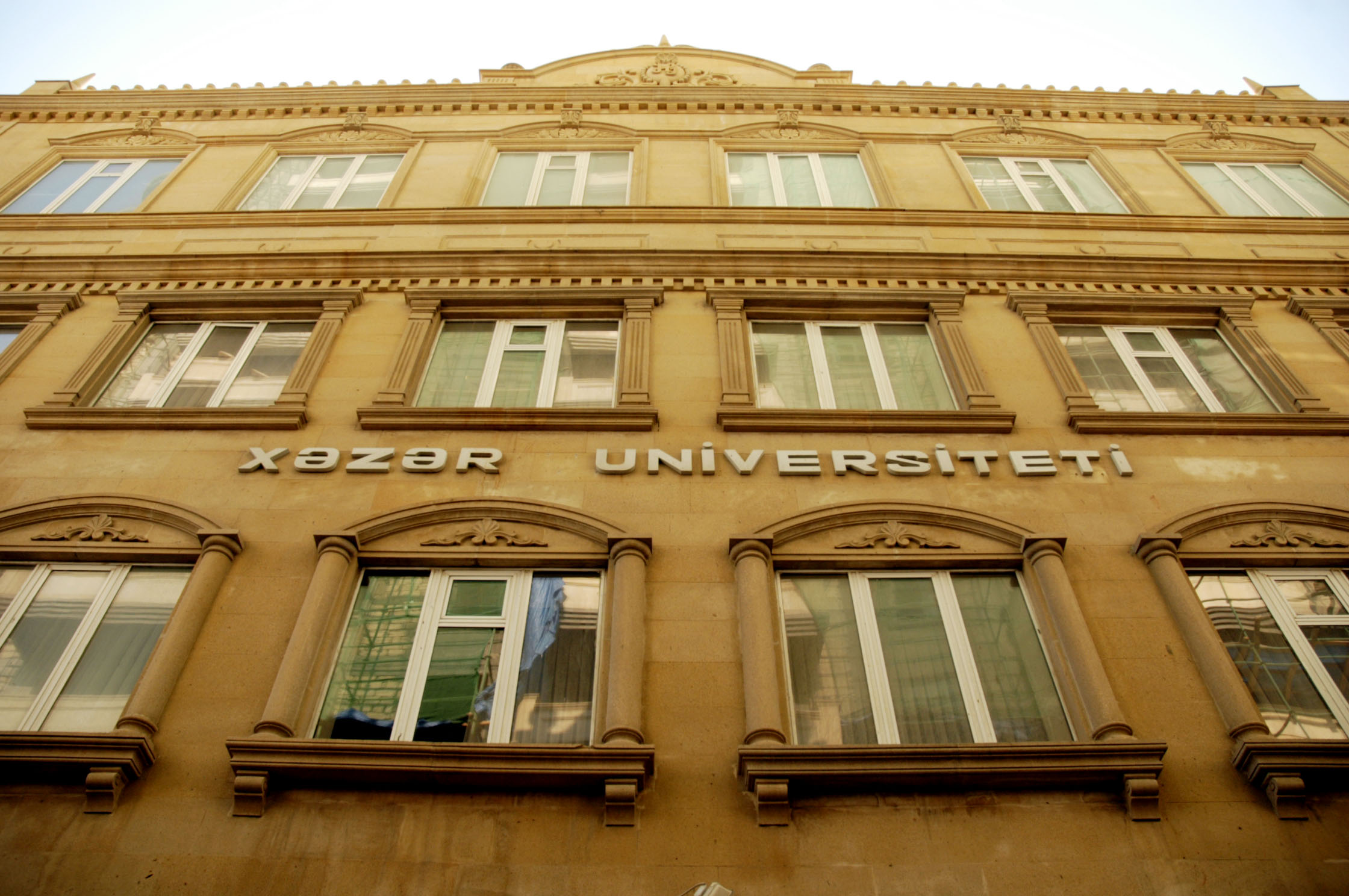
Корпус «Башир Сафароглу»
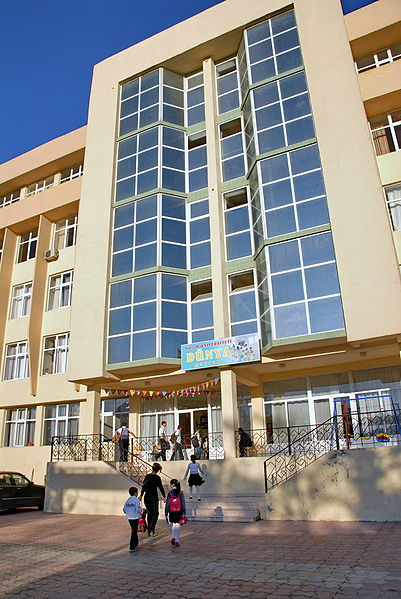
Корпус «Алатава»

## Музеї Університету «Хазар»
- Музей килимів;
- Музей ювелірних справ;
- Музей національних костюм;
- Музей ляльок.

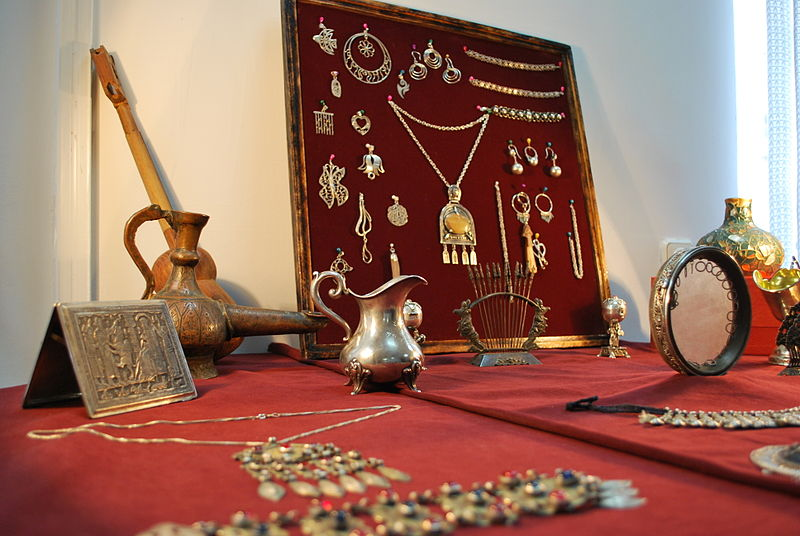
Музей ювелірних справ